# Discographie de Paul McCartney

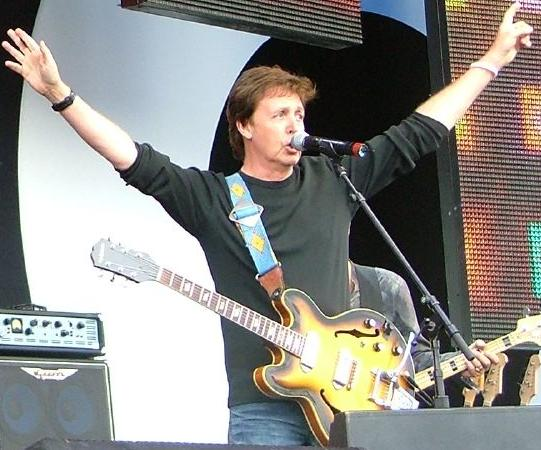
Paul McCartney en concert.

Après la séparation des Beatles en 1970, Paul McCartney a sorti 22 albums studio, en solo ou avec son groupe Wings. Furent également publiés trois compilations, huit albums en concert, deux musiques de film, et près de 70 singles et autres albums sous pseudonymes ou en collaboration avec d'autres artistes. Tout l'ancien catalogue du musicien fut réédité en CD à partir de 1993, avec The Paul McCartney Collection. À partir de 2010, sont produites les rééditions remastérisées comprenant de nombreux rajouts tels des singles, de pièces inédites et des documents vidéos.
Voici la liste détaillée des albums du musicien Paul McCartney, en solo ou avec les Wings. Pour plus d'informations sur les chansons des albums, voir l'article concernant l'album en question. La discographie est ici présentée sous forme de liste en tableaux.

## Albums

### Albums studio
| Année                              | Album                              | Charts britanniques | Charts américains | Album solo ou des Wings |
| ---------------------------------- | ---------------------------------- | ------------------- | ----------------- | ----------------------- |
| 1970                               | McCartney                          | No 2                | No 1              | En solo                 |
| 1971                               | Ram                                | No 2                | No 1              | En solo                 |
| 1971                               | Wild Life                          | No 11               | No 10             | Avec les Wings          |
| 1973                               | Red Rose Speedway                  | No 5                | No 1              | Avec les Wings          |
| 1973                               | Band on the Run                    | No 1                | No 1              | Avec les Wings          |
| 1975                               | Venus and Mars                     | No 1                | No 1              | Avec les Wings          |
| 1976                               | Wings at the Speed of Sound        | No 2                | No 1              | Avec les Wings          |
| 1978                               | London Town                        | No 4                | No 2              | Avec les Wings          |
| 1979                               | Back to the Egg                    | No 6                | No 8              | Avec les Wings          |
| 1980                               | McCartney II                       | No 1                | No 3              | En solo                 |
| 1982                               | Tug of War                         | No 1                | No 1              | En solo                 |
| 1983                               | Pipes of Peace                     | No 4                | No 15             | En solo                 |
| 1986                               | Press to Play                      | No 8                | No 30             | En solo                 |
| 1988 (Russie) 1991 (International) | Снова в СССР                       | No 63               | No 109            | En solo                 |
| 1989                               | Flowers in the Dirt                | No 1                | No 21             | En solo                 |
| 1993                               | Off the Ground                     | No 5                | No 17             | En solo                 |
| 1997                               | Flaming Pie                        | No 2                | No 2              | En solo                 |
| 1999                               | Run Devil Run                      | No 12               | No 27             | En solo                 |
| 2001                               | Driving Rain                       | No 46               | No 26             | En solo                 |
| 2005                               | Chaos and Creation in the Backyard | No 10               | No 6              | En solo                 |
| 2007                               | Memory Almost Full                 | No 5                | No 3              | En solo                 |
| 2012                               | Kisses on the Bottom               | No 3                | No 4              | En solo                 |
| 2013                               | New                                | No 3                | No 3              | En solo                 |
| 2018                               | Egypt Station                      | No 3                | No 1              | En solo                 |
| 2020                               | McCartney III                      | No 1                | No 2              | En solo                 |
| 2024                               | One Hand Clapping                  | No 10               | No 74             | Avec les Wings          |

### Albums classiques
| Année | Album              | Charts britanniques | Charts américains |
| ----- | ------------------ | ------------------- | ----------------- |
| 1991  | Liverpool Oratorio | —                   | No 177            |
| 1997  | Standing Stone     | —                   | No 194            |
| 1999  | Working Classical  | —                   |                   |
| 2006  | Ecce Cor Meum      | —                   | No 141            |
| 2011  | Ocean's Kingdom    | —                   | —                 |

### Compilations
| Année | Album                      | Charts britanniques | Charts américains |
| ----- | -------------------------- | ------------------- | ----------------- |
| 1978  | Wings Greatest             | No 5                | No 7              |
| 1987  | All the Best!              | No 2                | No 2              |
| 2001  | Wingspan: Hits and History | No 5                | No 2              |
| 2016  | Pure McCartney             | No 1                | No 3              |

2023 - Say Hello to Paul McCartney (format carte mémoire Memory Stick pour haut-parleur Yoto) : Grandude Theme; Dance Tonight; Little Willow; Heart of the Country; Mary had a Little Lamb; We All Stand Together; Great Day; Mama's Little Girl; Calico Skies; Let 'Em In; Mull of Kintyre; Winter Bird, When Winter Comes; Who Cares; Nandude Theme. Les pièces instrumentales d'ouverture et de fermeture sont inédites.

### Albums en concert
| Année | Album                                                                  | Charts britanniques | Charts américains |
| ----- | ---------------------------------------------------------------------- | ------------------- | ----------------- |
| 1976  | Wings over America                                                     | No 8                | No 1              |
| 1981  | Concerts for the People of Kampuchea (Collectif - artistes variés)     | No 39               | No 36             |
| 1990  | Tripping the Live Fantastic / Tripping the Live Fantastic: Highlights! | No 17               | No 26             |
| 1991  | Unplugged (The Official Bootleg)                                       | No 7                | No 14             |
| 1993  | Paul Is Live                                                           | No 34               | No 78             |
| 2002  | Back in the U.S.                                                       | —                   | No 8              |
| 2003  | Back in the World                                                      | No 5                | —                 |
| 2009  | Good Evening New York City                                             | No 28               | No 16             |
| 2010  | Paul McCartney Live in Los Angeles                                     | —                   | —                 |
| 2019  | Amoeba Gig                                                             | —                   | —                 |

### Bandes sonores
| Année | Album                                                                                               | Charts britanniques | Charts américains |
| ----- | --------------------------------------------------------------------------------------------------- | ------------------- | ----------------- |
| 1967  | The Family Way                                                                                      | —                   | —                 |
| 1984  | Give My Regards to Broad Street                                                                     | No 1                | No 21             |
| 2016  | In the Blink of an Eye, interprétation de McCartney sur la bande originale du film Ethel et Ernest. | —                   | —                 |

### Autres albums
| Année | Album                            | Notes                                                     |
| ----- | -------------------------------- | --------------------------------------------------------- |
| 1977  | Thrillington                     | Publié sous le pseudonyme de Percy "Thrills" Thrillington |
| 1993  | Strawberries Oceans Ships Forest | Publié avec le groupe The Fireman                         |
| 1998  | Rushes                           | Publié avec le groupe The Fireman                         |
| 2000  | Liverpool Sound Collage          | Album de musique expérimentale                            |
| 2005  | Twin Freaks                      | Album de musique remix                                    |
| 2008  | Electric Arguments               | Publié avec le groupe The Fireman                         |

## Singles

### Solo & Wings
| Année | Titre                                                                                               | Album                                                          | Face B                                                                                        | UK Singles Chart | US Hot 100 | US Adult Contem- porary | Ger- many | United World Chart |
| ----- | --------------------------------------------------------------------------------------------------- | -------------------------------------------------------------- | --------------------------------------------------------------------------------------------- | ---------------- | ---------- | ----------------------- | --------- | ------------------ |
| 1971  | Another Day                                                                                         | 45-tours exclusif                                              | Oh Woman, Oh Why                                                                              | 2                | 5          | 4                       | 6         | -                  |
| 1971  | Uncle Albert/Admiral Halsey                                                                         | Ram                                                            | Too Many People                                                                               | -                | 1 (1)      | 9                       | -         | -                  |
| 1971  | Eat at Home                                                                                         | Ram                                                            | Smile Away                                                                                    | -                | -          | -                       | -         | -                  |
| 1971  | The Back Seat of My Car                                                                             | Ram                                                            | Heart of the Country                                                                          | 39               | -          | -                       | -         | -                  |
| 1972  | Give Ireland Back to the Irish                                                                      | 45-tours exclusif                                              | Give Ireland Back to the Irish (Version instrumentale)                                        | 16               | 21         | -                       | -         | -                  |
| 1972  | Mary Had a Little Lamb                                                                              | 45-tours exclusif                                              | Little Woman Love                                                                             | 9                | 28         | 29                      | -         | -                  |
| 1972  | Hi, Hi, Hi                                                                                          | 45-tours exclusif                                              | C Moon                                                                                        | 5                | 10         | -                       | 16        | -                  |
| 1973  | My Love                                                                                             | Red Rose Speedway                                              | The Mess (live)                                                                               | 9                | 1 (4)      | 1 (3)                   | -         | -                  |
| 1973  | Live and Let Die                                                                                    | Live and Let Die (Trame sonore)                                | I Lie Around                                                                                  | 7                | 2          | 8                       | -         | -                  |
| 1973  | Helen Wheels                                                                                        | 45-tours exclusif en Angleterre ; Band on the Run en Amérique. | Country Dreamer                                                                               | 12               | 10         | -                       | -         | -                  |
| 1973  | Jet                                                                                                 | Band on the Run                                                | Let Me Roll It (en Angleterre et plus tard en Amérique); Mamunia (originellement en Amérique) | 7                | 7          | -                       | -         | -                  |
| 1974  | Mrs. Vandebilt                                                                                      | Band on the Run                                                | Bluebird                                                                                      | -                | -          |                         |           |                    |
| 1974  | Band on the Run                                                                                     | Band on the Run                                                | Zoo Gang (Angleterre); Nineteen Hundred and Eighty Five (Amérique)                            | 3                | 1 (1)      | 22                      | -         | -                  |
| 1974  | Junior's Farm                                                                                       | 45-tours exclusif                                              | Sally G                                                                                       | 16               | 3          | -                       | -         | -                  |
| 1975  | Listen to What the Man Said                                                                         | Venus and Mars                                                 | Love in Song                                                                                  | 6                | 1 (1)      | 8                       | 42        | -                  |
| 1975  | Letting Go                                                                                          | Venus and Mars                                                 | You Gave Me the Answer                                                                        | 41               | 39         | -                       | -         | -                  |
| 1975  | Venus and Mars/Rock Show                                                                            | Venus and Mars                                                 | Magneto and Titanium Man                                                                      | -                | 12         | -                       | -         | -                  |
| 1976  | Silly Love Songs                                                                                    | Wings at the Speed of Sound                                    | Cook of the House                                                                             | 2                | 1 (5)      | 1                       | 14        | -                  |
| 1976  | Let 'Em In                                                                                          | Wings at the Speed of Sound                                    | Beware My Love                                                                                | 2                | 3          | 1                       | 29        | -                  |
| 1977  | Maybe I'm Amazed (live)                                                                             | Wings over America                                             | Soily (live)                                                                                  | 28               | 10         | -                       | -         | -                  |
| 1977  | Mull of Kintyre (Face A en Angleterre)                                                              | 45-tours exclusif                                              | Girls' School (Face A en Amérique)                                                            | 1 (9)            | 33         | 45                      | 1 (10)    | 3                  |
| 1978  | With a Little Luck                                                                                  | London Town                                                    | Backwards Traveler/Cuff-Link                                                                  | 5                | 1 (2)      | 5                       | 17        | -                  |
| 1978  | I've Had Enough                                                                                     | London Town                                                    | Deliver Your Children                                                                         | 42               | 25         | -                       | -         | -                  |
| 1978  | London Town                                                                                         | London Town                                                    | I'm Carrying                                                                                  | 60               | 39         | 17                      | -         | -                  |
| 1979  | Goodnight Tonight                                                                                   | 45-tours exclusif                                              | Daytime Nightime Suffering                                                                    | 5                | 5          | 30                      | 34        | -                  |
| 1979  | Old Siam, Sir                                                                                       | Back to the Egg                                                | Spin It On (Angleterre); Arrow Through Me (Amérique)                                          | 35               | 29         | -                       | -         | -                  |
| 1979  | Getting Closer                                                                                      | Back to the Egg                                                | Baby's Request (Angleterre); Spin It On (Amérique)                                            | 60               | 20         | -                       | -         | -                  |
| 1979  | Wonderful Christmastime                                                                             | 45-tours exclusif                                              | Rudolph the Red-Nosed Reggae                                                                  | 6                | -          | -                       | -         | -                  |
| 1980  | Coming Up (Face A en Angleterre)                                                                    | McCartney II                                                   | Coming Up (Live at Glasgow)/Lunchbox/Odd Sox (Face A en Amérique)                             | 2                | 1 (live)   | 48                      | 11        | -                  |
| 1980  | Waterfalls                                                                                          | McCartney II                                                   | Check My Machine                                                                              | 9                | 106        | -                       | 55        | -                  |
| 1982  | Ebony and Ivory (avec Stevie Wonder)                                                                | Tug of War                                                     | Rainclouds                                                                                    | 1 (3)            | 1 (7)      | 1 (5)                   | 1 (5)     | -                  |
| 1982  | Take It Away                                                                                        | Tug of War                                                     | I'll Give You a Ring                                                                          | 15               | 10         | 6                       | 46        | -                  |
| 1982  | Tug of War                                                                                          | Tug of War                                                     | Get It                                                                                        | 53               | 53         | 31                      | -         | -                  |
| 1982  | The Girl Is Mine (avec Michael Jackson)                                                             | Thriller (par Michael Jackson)                                 | Can't Get Outta the Rain (par Michael Jackson)                                                | 8                | 2          | 1 (4)                   | 53        | -                  |
| 1983  | Say Say Say (avec Michael Jackson)                                                                  | Pipes of Peace                                                 | Ode to a Koala Bear                                                                           | 2                | 1 (6)      | 3                       | 12        | -                  |
| 1983  | Pipes of Peace (Face A en Angleterre)                                                               | Pipes of Peace                                                 | So Bad (Face A en Amérique)                                                                   | 1 (2)            | 23         | 3                       | 43        | -                  |
| 1984  | No More Lonely Nights                                                                               | Give My Regards to Broad Street                                | No More Lonely Nights (seconde version)                                                       | 2                | 6          | 2                       | 30        | -                  |
| 1984  | We All Stand Together (avec The Frog Chorus)                                                        | 45-tour exclusif                                               | We All Stand Together (version sans paroles)                                                  | 3                | -          | -                       | -         | -                  |
| 1985  | Spies Like Us                                                                                       | 45-tour exclusif                                               | My Carnival                                                                                   | 13               | 7          | -                       | -         | -                  |
| 1986  | Press                                                                                               | Press to Play                                                  | It's Not True                                                                                 | 25               | 21         | -                       | 53        | -                  |
| 1986  | Pretty Little Head                                                                                  | Press to Play                                                  | Write Away                                                                                    | 76               | 83         | -                       | -         | -                  |
| 1986  | Only Love Remains                                                                                   | Press to Play                                                  | Tough on a Tightrope                                                                          | 32               | -          | 9                       | -         | -                  |
| 1987  | Once Upon a Long Ago                                                                                | All the Best!                                                  | Back on My Feet                                                                               | 10               | -          | -                       | 13        | -                  |
| 1989  | Ferry Cross the Mersey (avec the Christians, Holly Johnson, Gerry Marsden et Stock Aitken Waterman) | 45-tour exclusif                                               | Abide with Me (Liverpool Metropolitan Cathedral Choir)                                        | 1 (3)            | -          | -                       | -         | -                  |
| 1989  | My Brave Face                                                                                       | Flowers in the Dirt                                            | Flying to My Home                                                                             | 18               | 25         | 4                       | 29        | -                  |
| 1989  | This One                                                                                            | Flowers in the Dirt                                            | The First Stone                                                                               | 18               | 94         | 28                      | 40        | -                  |
| 1989  | Figure of Eight                                                                                     | Flowers in the Dirt                                            | Où est le Soleil                                                                              | 42               | 92         | 47                      | -         | -                  |
| 1990  | Put it There                                                                                        | Flowers in the Dirt                                            | Mama's Little Girl                                                                            | 32               | -          | 11                      | 60        | -                  |
| 1990  | Birthday (live)                                                                                     | Tripping the Live Fantastic                                    | Good Day Sunshine (live)                                                                      | 29               | -          | -                       | -         | -                  |
| 1990  | All My Trials (live)                                                                                | Tripping the Live Fantastic: Highlights!                       | C Moon (live)                                                                                 | 35               | -          | -                       | -         | -                  |
| 1992  | Hope of Deliverance                                                                                 | Off the Ground                                                 | Long Leather Coat                                                                             | 18               | 83         | 9                       | 3         | -                  |
| 1993  | C'Mon People                                                                                        | Off the Ground                                                 | I Can't Imagine                                                                               | 41               | -          | 27                      | 54        | -                  |
| 1993  | Off the Ground                                                                                      | Off the Ground                                                 | Cosmically Conscious/Down to the River                                                        | 41               | -          | 27                      | 54        | -                  |
| 1997  | Young Boy                                                                                           | Flaming Pie                                                    | Looking for You                                                                               | 19               | -          | -                       | -         | -                  |
| 1997  | The World Tonight                                                                                   | Flaming Pie                                                    | Used to Be Bad                                                                                | 23               | 64         | -                       | -         | -                  |
| 1997  | Beautiful Night                                                                                     | Flaming Pie                                                    | Love Come Tumbling Down                                                                       | 25               | -          | -                       | -         | -                  |
| 1999  | No Other Baby                                                                                       | Run Devil Run                                                  | Brown-Eyed Handsome Man/Fabulous (inclus les deux titres)                                     | 42               | -          | -                       | -         | -                  |
| 2001  | From a Lover to a Friend                                                                            | Driving Rain                                                   | Freedom, Riding into Jaipur                                                                   | 45               | 56         | 20                      | -         | -                  |
| 2004  | Tropic Island Hum                                                                                   | 45-tours exclusif                                              | We All Stand Together                                                                         | 21               | -          | -                       | -         | -                  |
| 2005  | Fine Line                                                                                           | Chaos and Creation in the Backyard                             | Growing Up Falling Down                                                                       | 20               | -          | 25                      | 70        | -                  |
| 2005  | Jenny Wren                                                                                          | Chaos and Creation in the Backyard                             | Summer of '59                                                                                 | 22               | -          | -                       | -         | -                  |
| 2007  | Dance Tonight                                                                                       | Memory Almost Full                                             | Nod Your Head                                                                                 | 26               | 69         | -                       | -         | -                  |
| 2007  | Ever Present Past                                                                                   | Memory Almost Full                                             | House of Wax (live), Only Mama Knows (live), Dance Tonight (live)                             | 85               | 110        | 16                      | -         | -                  |
| 2018  | Come on to Me (double face A)                                                                       | Egypt Station                                                  | I Don't Know (double face A)                                                                  |                  |            |                         |           |                    |

### Maxi-singles
Vinyl 12" singles et CD singles :
| Année | Titre                            | Pistes | Format       |
| ----- | -------------------------------- | --- | ------------ |
| 1976  | Let 'Em In (France uniquement)   | Let 'Em In Beware My Love [Contrairement à ce qui est indiqué sur la pochette, il ne s'agit pas de (Disco Mix).]                                                                            | 12" single   |
| 1979  | Goodnight Tonight                | Goodnight Tonight (version longue) Daytime Nighttime Suffering | 12" single   |
| 1980  | Temporary Secretary              | Temporary Secretary Secret Friend | 12" single   |
| 1982  | Ebony and Ivory                  | Ebony and Ivory (avec Stevie Wonder) Rainclouds Ebony and Ivory (solo version) | 12" single   |
| 1982  | Take It Away                     | Take It Away I'll Give You a Ring Dress Me Up as a Robber | 12" single   |
| 1983  | Say Say Say                      | Say Say Say (remix par John Jellybean Benitez) (avec Michael Jackson) Say Say Say (instrumental) Ode to a Koala Bear                                                                        | 12" single   |
| 1984  | No More Lonely Nights            | Mo More Lonely Nights (extended version) Silly Love Songs (remake) No More Lonely Nights (ballad)                                                                                           | 12" single   |
| 1984  | No More Lonely Nights            | No More Lonely Nights (special dance mix) No More Lonely Nights (special dance mix par Arthur Baker) No More Lonely Nights (special dance edit)                                             | 12" single   |
| 1985  | Spies Like Us                    | Spies Like Us (party mix) (remix par John Potoker) Spies Like Us (alternative mix, Known to His Friends as Tom) (remix par Art of Noise) Spies Like Us (DJ version) My Carnival (party mix) | 12" single   |
| 1986  | Press                            | Press It's Not True Hanglide Press (dub mix) | 12" single   |
| 1986  | Only Love Remains                | Only Love Remains (remix) Tough on a Tightrope (remix par Julian Mendolssohn) Talk More Talk (remix par Paul McCartney et Jon Jacobs)                                                       | 12" single   |
| 1986  | Pretty Little Head               | Pretty Little Head (remix par John Potoker) Angry (remix par Larry Alexander) Write Away | 12" single   |
| 1987  | Once Upon a Long Ago             | Once Upon a Long Ago (version longue) Back on My Feet Midnight Special Don't Get Around Much Anymore                                                                                        | 12" single   |
| 1987  | Once Upon a Long Ago             | Once Upon a Long Ago (extended version) Back on My Feet Lawdy Miss Clawdy Kansas City | 12" single   |
| 1987  | Once Upon a Long Ago             | Once Upon a Long Ago Back on My Feet Don't Get Around Much Anymore Kansas City | CD single    |
| 1989  | My Brave Face                    | My Brave Face Flying to My Home I'm Gonna Be a Wheel Someday Ain't That a Shame | 12" single   |
| 1989  | My Brave Face                    | My Brave Face Flying to My Home I'm Gonna Be a Wheel Someday Ain't That a Shame | CD single    |
| 1989  | This One                         | This One The First Stone Good Sign | 12" single   |
| 1989  | This One                         | This One The First Stone I Wanna Cry I'm In Love Again | CD single    |
| 1989  | Figure of Eight                  | Figure of Eight This One (Club Lovejoys mix) | 12" single   |
| 1989  | Figure of Eight                  | Figure of Eight Ou Est le Soleil? (remix par Shep Pettibone) Ou Est le Soleil? (Tub Dub mix) (remix par Shep Pettibone)                                                                     | 12" single   |
| 1989  | Figure of Eight                  | Figure of Eight The Long and Winding Road Loveliest Thing | CD single    |
| 1989  | Figure of Eight                  | Figure of Eight Rough Ride Ou Est le Soleil? (7" mix) | 3" CD single |
| 1989  | Ou Est le Soleil?                | Ou Est le Soleil? (remix par Shep Pettibone) Ou Est le Soleil? (Tub Dub mix) (remix par Shep Pettibone) Ou Est le Soleil? (instrumental mix) (remix par Shep Pettibone)                     | 12" single   |
| 1989  | Put It There                     | Put It There Mama's Little Girl Same Time Next Year | 12" single   |
| 1989  | Put It There                     | Put It There Mama's Little Girl Same Time Next Year | CD single    |
| 1990  | Birthday                         | Birthday (live) Good Day Sunshine (live) P.S. Love Me Do (live) Let 'Em In (live) | 12" single   |
| 1990  | Birthday                         | Birthday (live) Good Day Sunshine (live) P.S. Love Me Do (live) Let 'Em In (live) | CD single    |
| 1990  | All My Trials                    | All My Trials (live) C Moon (live) Mull of Kintyre (live) Put It There (live) | CD single    |
| 1990  | All My Trials                    | All My Trials (live) C Moon (live) Strawberry Fiels Forever/Help!/Give Peace a Chance (live medley)                                                                                         | CD single    |
| 1990  | The Long and Winding Road        | The Long and Winding Road (live) C Moon (live) Mull of Kintyre (live) Put It There (live)                                                                                                   | CD single    |
| 1992  | Hope of Deliverance              | Hope of Deliverance Big Boys Bickering Long Leather Coat Kicked Around No More | CD single    |
| 1992  | Deliverance                      | Deliverance Deliverance (dub mix) Hope of Deliverance | 12" single   |
| 1993  | C'Mon People                     | C'mon People I Can't Imagine Keep Coming Back to Love Down to the River | CD single    |
| 1993  | C'mon People/Deliverance         | C'mon People Deliverance (dub mix) | CD single    |
| 1993  | Off the Ground                   | Off the Ground Cosmically Conscious Style Style Sweet Sweet Memories Soggy Noodle | CD single    |
| 1993  | Biker Like an Icon               | Biker Like an Icon Midnight Special Things We Said Today Biker Like an Icon (live) | CD single    |
| 1997  | The World Tonight (U.S. version) | The World Tonight Looking for You Oobu Joobu (part 1) | CD single    |
| 1997  | The World Tonight                | The World Tonight Used to Be Bad Oobu Joobu (part 3) | CD single    |
| 1997  | The World Tonight                | The World Tonight Really Love You Oobu Joobu (part 4) | CD single    |
| 1997  | Young Boy                        | Young Boy Looking for You Oobu Joobu (part 1) | CD single    |
| 1997  | Young Boy                        | Young Boy Broomstick Oobu Joobu (part 2) | CD single    |
| 1997  | Beautiful Night                  | Beautiful Night Love Come Tumbling Down Oobu Joobu (part 5) | CD single    |
| 1997  | Beautiful Night                  | Beautiful Night Same Love Oobu Joobu (part 6) | CD single    |
| 1999  | No Other Baby                    | No Other Baby Brown-Eyed Handsome Man Fabulous | CD single    |
| 2001  | From a Lover to a Friend         | From a Lover to a Friend (David Kahne remix 1) From a Lover to a Friend (David Kahne remix 2)                                                                                               | CD single    |
| 2001  | Freedom                          | Freedom (studio mix) From a Lover to a Friend (David Kahne remix 2) | CD single    |
| 2004  | Tropic Island Hum                | Tropic Island Hum We All Stand Together | CD single    |
| 2005  | Really Love You                  | Really Love You Lalula | CD single    |
| 2005  | Fine Line                        | Fine Line Comfort of Love Growing Up Falling Down | CD single    |
| 2005  | Jenny Wren                       | Jenny Wren I Want You to Fly This Loving Game | CD single    |
| 2007  | Amoeba's Secret                  | Only Mama Knows (live) C Moon (live) That Was Me (live) I Saw Her Standing There (live) | 12" single   |
| 2009  | Amoeba's Secret                  | Only Mama Knows (live) C Moon (live) That Was Me (live) I Saw Her Standing There (live) | CD single    |
| 2013  | New                              | New | CD single    |
| 2013  | Queenie Eye                      | Queenie Eye | CD single    |
| 2014  | Hope For The Future              | Hope For The Future | CD single    |
| 2015  | FourFiveSeconds                  | FourFiveSeconds (avec Rihanna et Kanye West) | CD single    |

## Participations

### Autres apparitions
| Année | Album                                              | Commentaires |
| ----- | -------------------------------------------------- | --- |
| 1973  | Live and Let Die                                   | La bande originale de ce James Bond inclut ce titre joué par Paul McCartney & Wings. |
| 1981  | Concerts for the People of Kampuchea               | Des concerts présentés à l'Hammersmith Odeon de Londres en décembre 1979 au bénéfice des réfugiés cambodgiens, organisés par Paul McCartney. Sa prestation inclus vingt chansons avec son groupe Wings et quatre accompagné son supergroupe Rockestra. Six de ces chansons sont placées sur l'album où y figurent également The Who, The Pretenders, Elvis Costello, Rockpile, Queen, The Clash et Ian Dury & The Blockheads qui ont pris la scène lors de ces quatre soirées. - Les chansons de Paul McCartney dans cet album : - Avec Wings : Got to Get You into My Life, Every Night et Coming Up - Avec Rockestra : Lucille, Let It Be et Rockestra Theme |
| 1983  | Le Consul honoraire (The Honorary Consul)          | La bande originale du film inclut le titre Theme from The Honorary Consul (3:45), produit par Stanley Myers et Richard Harvey. |
| 1984  | Do They Know It's Christmas? / Feed the World      | Participe aux messages parlés de la face B du single caritatif du Band Aid. |
| 1986  | It's a Live-In World                               | Participation à l'album caritatif The Anti-Heroin Project. Chanson inédite Simple as That. |
| 1987  | The Prince's Trust 10th Anniversary Birthday Party | Album live d'un concert de divers artistes enregistré au bénéfice de The Prince's Trust. La contribution de Paul McCartney à l'album est une version live de Get Back. La version britannique de l'album contient également un single bonus de McCartney chantant Long Tall Sally et I Saw Her Standing There. |
| 1990  | Knebworth: The Album                               | McCartney joue sur deux chansons lors de ce concert à Knebworth en 1990. |
| 1991  | For Our Children                                   | Album de chansons pour enfants produit par Disney au bénéfice de Elizabeth Glaser Pediatric AIDS Foundation et regroupant divers artistes dont les Wings et leur chanson Mary Had a Little Lamb. |
| 1991  | The Last Temptation of Elvis                       | McCartney joue It's Now or Never sur le tribute album de Elvis Presley. |
| 1992  | Earthrise: The Rainforest Album                    | Album caritatif sur l'environnement avec la chanson de McCartney How Many People. |
| 1997  | Music for Montserrat                               | McCartney chante Hey Jude avec Elton John et Sting. |
| 1997  | Diana, Princess of Wales: Tribute                  | Album en hommage à la Princesse Diana incluant la chanson de McCartney Little Willow, écrite à l'origine pour les enfants de Ringo Starr au décès de leur mère Maureen Starkey. |
| 1998  | Twentieth Century Blues: The Songs of Noel Coward  | McCartney joue A Room with a View sur le tribute album de Noel Coward. |
| 2000  | Maybe Baby                                         | McCartney chante la chanson de Buddy Holly Maybe Baby pour la bande originale du film de même titre. |
| 2001  | Good Rockin' Tonight The Legacy of Sun Records     | McCartney joue That's All Right sur le tribute album de Elvis Presley. |
| 2001  | Brand New Boots and Panties                        | McCartney joue I'm Partial to Your Abracadabra sur le tribute album de Ian Dury. |
| 2001  | Music from Vanilla Sky                             | McCartney chante sur la chanson Vanilla Sky nommée aux Oscar pour la bande originale du film de même titre, |
| 2001  | The Concert for New York City                      | McCartney a organisé ce concert caritatif et joué I'm Down, Lonely Road, From a Lover to a Friend, Yesterday, Freedom, Let It Beet Freedom (Reprise). |
| 2002  | A Tribute to the King                              | McCartney joue All Shook Up sur le tribute album de Elvis Presley. |
| 2002  | Party at the Palace                                | Album live enregistré lors du jubilée de la reine Élisabeth II. McCartney chante sur All You Need Is Love et Hey Jude. |
| 2003  | Music from the Motion Picture The In-Laws          | Bande originale du remake du film, Espion mais pas trop ! en 2003 incluant une chanson inedite de McCartney, A Love for You, une nouvelle version de Live and Let Die, ainsi que I'm Carrying. |
| 2003  | Concert for George                                 | McCartney a joué quatre chansons en hommage à George Harrison. |
| 2005  | 46664: 1 Year On                                   | EP avec différents artistes contenant des chansons spécialement écrite pour l'initiative de Nelson Mandela 46664. En particulier la chanson Whole Life, une collaboration de Paul McCartney et Dave Stewart. |
| 2007  | Goin' Home: A Tribute to Fats Domino               | McCartney joue I Want To Walk You Home avec Allen Toussaint sur le tribute album de Fats Domino. |
| 2009  | Funny People Soundtrack                            | McCartney joue sur Great Day, chanson de la bande originale du film de Adam Sandler Funny People. |
| 2009  | (Download from Everybody's Fine Soundtrack)        | McCartney chante (I Want To) Come Home, chanson nommée aux Oscar présente dans le film de Robert De Niro Everybody's Fine. La chanson n'est pas incluse dans l'album de la BO et seulement disponible en téléchargement. |
| 2011  | Rare Bird Alert                                    | McCartney chante Best Love, de Steve Martin et the Steep Canyon Rangers. |
| 2011  | Rave On Buddy Holly                                | McCartney joue deux versions de la chanson de Buddy Holly It's So Easy. |
| 2013  | Sound City: Real to Reel                           | McCartney compose et chante Cut Me Some Slack avec Dave Grohl, Krist Novoselic et Pat Smear. |

### Duos et collaborations
| Année | Album                        | Artiste                     | Commentaires |
| ----- | ---------------------------- | --------------------------- | --- |
| 1982  | Thriller                     | Michael Jackson             | Chanson The Girl Is Mine duo de Jackson et McCartney.                                                                                                   |
| 1988  | Water from the Wells of Home | Johnny Cash                 | Chanson New Moon over Jamaica, duo de Cash et McCartney.                                                                                                |
| 1995  | The Help Album               | Smokin' Mojo Filters        | The Help Album est un album caritatif au profit de War Child. La chanson Come Together est chantée par McCartney et les Smokin' Mojo Filters.           |
| 1996  | Go Cat Go!                   | Carl Perkins                | Chanson My Old Friend, duo de Perkins et McCartney. |
| 1999  | Vo!ce                        | Heather Mills               | Vo!ce, un CD single de Heather Mills featuring Paul McCartney. McCartney a coécrit la chanson avec Mills. Il a également fait les chœurs et la guitare. |
| 2001  | Love & Faith & Inspiration   | Lindsay Pagano              | Contient la chanson de McCartney So Bad, chantée par Pagano avec McCartney aux chœurs.                                                                  |
| 2002  | Together                     | Lulu                        | Chanson Inside Thing (Let 'em In), duo de Lulu & McCartney.                                                                                             |
| 2004  | Gettin' in Over My Head      | Brian Wilson                | Chanson A Friend Like You, duo de Wilson et McCartney                                                                                                   |
| 2006  | Duets: An American Classic   | Tony Bennett                | Chanson The Very Thought of You, duo de Bennett et McCartney.                                                                                           |
| 2006  | Givin' It Up                 | George Benson et Al Jarreau | Chanson Bring It On Home to Me avec Benson, Jarreau et McCartney.                                                                                       |
| 2006  | Twenty Five                  | George Michael              | Chanson Heal the Pain, duo de Michael et McCartney. |
| 2008  | London Undersound            | Nitin Sawhney               | Chanson My Soul, duo de Sawhney et McCartney. |
| 2009  | Witchazel                    | Matt Berry                  | Chanson Rain Came Down, duo de Berry et McCartney. |
| 2009  | A Sideman's Journey          | Klaus Voormann              | Paul chante et joue du piano sur la première chanson nommée I'm in Love Again                                                                           |
| 2010  | Y Not                        | Ringo Starr                 | Chansons Walk With You et Peace Dream, duos de Starr et McCartney. McCartney y joue également de la basse.                                              |
| 2011  | Live at Shea Stadium         | Billy Joel                  | McCartney fait une apparition et chante I Saw Her Standing There et Let It Be avec Billy Joel, et apparaît dans le documentaire The Last Play At Shea.  |
| 2015  | FourFiveSeconds (single)     | Rihanna et Kanye West       | FourFiveSeconds est une chanson de Rihanna, en collaboration avec Kanye West et Paul McCartney.                                                         |

### Comme producteur, compositeur, ou musicien
| Année | Album                       | Artiste                | Commentaires |
| ----- | --------------------------- | ---------------------- | --- |
| 1967  | Smiley Smile                | The Beach Boys         | On entend McCartney manger des carottes crues dans la chanson Vegetables |
| 1968  | Tadpoles                    | Bonzo Dog Doo Dah Band | McCartney participe à la chanson I'm the Urban Spaceman sous le pseudo de Apollo C. Vermouth. |
| 1968  | James Taylor                | James Taylor           | McCartney joue de la basse sur Carolina in My Mind. |
| 1969  | Rosetta (non-album single)  | The Fourmost           | McCartney joue du piano sur Rosetta. |
| 1969  | Magic Christian Music       | Badfinger              | Chanson Come and Get It écrite et produite par McCartney. Il a également produit et joué du piano sur Rock Of All Ages et produit Carry On Till Tomorrow. |
| 1970  | Brave New World             | Steve Miller Band      | Sous le pseudo de Paul Ramon, McCartney joue de la basse, de la batterie et fait des chœurs sur My Dark Hour. |
| 1970  | Sentimental Journey         | Ringo Starr            | McCartney a fait l'arrangement de Stardust. |
| 1972  | No Secrets                  | Carly Simon            | McCartney fait des chœurs sur Night Owl. |
| 1973  | Ringo                       | Ringo Starr            | McCartney a écrit, arrangé, fait des chœurs, joué du piano et des synthétiseurs sur Six O'Clock. Il a également joué du kazoo (dénommé "mouth sax") sur You're Sixteen. |
| 1974  | McGear                      | Mike McGear            | Album de Michael, le frère de McCartney, qui chantait dans le groupe de première partie des Wings. McCartney a produit cet album, composé ou cocomposé la plupart des morceaux, chanté des harmonies sur The Man Who Found God on the Moon, et joué de la basse, de la guitare et des claviers (même si la pochette ne le mentionne pas). |
| 1974  | Let's Love                  | Peggy Lee              | McCartney a écrit et arrangé la chanson Let's Love. |
| 1974  | Walking Man                 | James Taylor           | Paul et Linda font des chœurs sur Rock'n'Roll Is Music Now. |
| 1974  | Smiler                      | Rod Stewart            | Paul a écrit et fait des chœurs sur Mine For Me. |
| 1974  | I Survive                   | Adam Faith             | Paul joue des synthétiseurs sur Change, Goodbye et Never Say Goodbye et fait des chœurs sur Star Song |
| 1976  | Ringo's Rotogravure         | Ringo Starr            | McCartney a écrit et fait des chœurs sur Pure Gold. |
| 1975  | Sold Out                    | The Scaffold           | McCartney a produit la chanson Liverpool Lou interprétée par les Wings ; McCartney a également produit et coécrit la face B Ten Years After on Strawberry Jam, interprétée par les Wings, avec McCartney à la basse et aux claviers. |
| 1977  | Bullinamingvase             | Roy Harper             | Paul et Linda font des chœurs sur One Of Those Days In England. |
| 1977  | Holly Days                  | Denny Laine            | Album produit par McCartney sur lequel il a joué la plupart des instruments et fait des chœurs. |
| 1980  | Japanese Tears              | Denny Laine            | Deux chansons de l'album, Send Me The Heart et Weep For Love, ont été enregistrées par les Wings, avec McCartney à la basse, aux claviers, à la guitare, aux percussions et aux chœurs. Il a également coécrit Send Me the Heart. |
| 1981  | Somewhere in England        | George Harrison        | McCartney fait des chœurs sur All Those Years Ago. |
| 1981  | Stop and Smell the Roses    | Ringo Starr            | McCartney a écrit, joué de la basse et du piano, et fait des chœurs sur Private Property, Attention, Sure To Fall et joue de la batterie sur Can't Fight Lightening. |
| 1982  | Straight Time               | Laurence Juber         | La chanson Maisie est chantée par les Wings, avec McCartney à la basse. |
| 1989  | Spike                       | Elvis Costello         | Les chansons Veronica et Pads, Paws, and Claws ont été coécrites par McCartney. Il a également joué de la basse sur Veronica et ...This Town... |
| 1992  | ...Meanwhile                | 10cc                   | McCartney a coécrit Don't Break The Promises |
| 1995  | Mirror Mirror               | 10cc                   | McCartney a coécrit et joué de la guitare sur Yvonne's the One; il a également joué sur Code of Silence sur lequel il est crédité aux "strings, electric piano, frog, crickets & percussion". |
| 1996  | The Ballad of the Skeletons | Allen Ginsberg         | McCartney joue de la guitare, de la batterie, de l'orgue Hammond et des maracas sur The Ballad of the Skeletons. |
| 1998  | Wide Prairie                | Linda McCartney        | Produit par McCartney qui joue de la plupart des instruments sur l'album. Certaines chansons sont jouées par les Wings, y compris celles sorties sous le pseudo de Suzy and the Red Stripes. |
| 1998  | Vertical Man                | Ringo Starr            | McCartney joue de la basse et fait des chœurs sur La De Da, I Was Walking et What In The World et apparaît sur le clip de La De Da. |
| 2001  | Rings Around the World      | Super Furry Animals    | On entend McCartney manger du céleri sur Receptacle for the Respectable. |
| 2005  | Undressing Underwater       | Rusty Anderson         | McCartney joue de la basse, de la guitare et fait des chœurs sur Hurt Myself. |
| 2009  | Roadsinger                  | Yusuf Islam            | McCartney fait des chœurs sur Boots and Sand |
| 2010  | Wreckorder                  | Francis Healy          | Album dans lequel McCartney joue de la basse. |

## DVD et vidéos

### Videos
| Année | Titre                                | Notes |
| ----- | ------------------------------------ | --- |
| 1980  | Rockshow                             | - Concert/Documentaire de la tournée "Wings Over America" en 1976. - Sortie le 26 novembre 1980 - Durée 102 minutes |
| 1984  | Give My Regards to Broad Street      | - Film de (et avec) Paul McCartney. - Sortie le 23 octobre 1984 - Durée 85 minutes |
| 2000  | Standing Stone                       | - Le concert Standing Stone (81 minutes) et le "making of" (52 minutes). - Sortie le 18 janvier 2000 - Durée 133 minutes |
| 2001  | Live at the Cavern Club!             | - Concert filmé au Cavern Club le 14 décembre 1999 ; composé des chansons de Run Devil Run, plus I Saw Her Standing There ; avec les biographies des musiciens qui l'ont accompagné ce soir (David Gilmour, Ian Paice, Chris Hall, Pete Wingfield, et Mick Green) ; ainsi que le reportage History of the Cavern Club. - Sortie le 19 juin 2001 - Durée 63 minutes. |
| 2003  | Back in the U.S.                     | - Compilation de deux concerts en Amérique du Nord en 2002. La vidéo a été certifieée 4x Platinum au Canada. - Sortie le 17 mars 2003 - Durée 180 minutes. |
| 2004  | The Animation Collection             | - Courts métrages d'animation et musique; avec une interview de McCartney et le "making of". - Sortie le 27 septembre 2004 - Durée 127 minutes. |
| 2004  | Put It There                         | - Making of de l'album Flowers in the Dirt, incluant des interviews. - Sortie le 15 novembre 2004 - Durée 65 minutes. |
| 2005  | Paul McCartney's Get Back World Tour | - Filmé en public dans 45 villes de 13 pays. - Sortie le 18 janvier 2005 - Durée 92 minutes. |
| 2005  | Paul McCartney in Red Square         | - Inclut des séquences inédites dans les coulisses. - Sortie le 14 juin 2005 - Durée 180 minutes. |
| 2006  | The Space Within US                  | - Inclut des interviews de McCartney, son groupe, et de son road crew. - Sortie le 14 novembre 2006 - Durée 105 minutes. |
| 2007  | The McCartney Years                  | - Comprend un commentaire exclusif, des images des coulisses, plus de 40 vidéos musicales et deux heures de spectacles. - Sortie le 13 novembre 2007 - Durée 375 minutes. |
| 2009  | Good Evening New York City           | - CD/DVD des concerts de juillet 2009 au Citi Field de New York. - Sortie le 17 novembre 2009 |

### Clips videos
| Année | Titre                     | Réalisateur                      |
| ----- | ------------------------- | -------------------------------- |
| 1970  | Maybe I'm Amazed          | Charlie Jenkins                  |
| 1971  | Heart of the Country      | Roy Benson                       |
| 1972  | Hi Hi Hi                  | Steven Turner                    |
| 1972  | C Moon                    | Steven Turner                    |
| 1973  | My Love                   | Mick Rock                        |
| 1973  | Helen Wheels              | Michael Lindsay-Hogg             |
| 1974  | Mamunia                   | Jim Quick                        |
| 1974  | Band on the Run           | Michael Coulson                  |
| 1976  | Silly Love Songs          | Gordon Bennett                   |
| 1977  | Mull of Kintyre           | Michael Lindsay-Hogg             |
| 1978  | With a Little Luck        | Michael Lindsay-Hogg             |
| 1978  | I've Had Enough           | Keith McMillan                   |
| 1978  | London Town               | Michael Lindsay-Hogg             |
| 1979  | Goodnight Tonight         | Keith McMillan                   |
| 1979  | Getting Closer            | Keith McMillan                   |
| 1979  | Spin It On                | Keith McMillan                   |
| 1979  | Again and Again and Again | Keith McMillan                   |
| 1979  | Old Siam, Sir             | Keith McMillan                   |
| 1979  | Arrow Through Me          | Keith McMillan                   |
| 1979  | Winter Rose/Love Awake    | Keith McMillan                   |
| 1979  | Baby's Request            | Keith McMillan                   |
| 1979  | Wonderful Christmastime   | Russell Mulcahy                  |
| 1980  | Coming Up                 | Keith McMillan                   |
| 1980  | Waterfalls                | Keith McMillan                   |
| 1980  | Ebony and Ivory           | Keith McMillan                   |
| 1982  | Take It Away              | John McKenzie                    |
| 1982  | Tug of War                | Maurice Phillips                 |
| 1983  | Say Say Say               | Bob Giraldi                      |
| 1983  | Pipes of Peace            | Paul McCartney et Keith McMillan |
| 1983  | So Bad                    | Paul et Linda McCartney          |
| 1983  | No More Lonely Nights     | Keith McMillan                   |
| 1985  | Spies Like Us             | John Letis                       |
| 1986  | Press                     | Philip Davey                     |
| 1986  | Stranglehold              | Bob Giraldi                      |
| 1986  | Pretty Little Head        | Steve Barron                     |
| 1986  | Only Love Remains         |                                  |
| 1987  | Once Upon a Long Ago      | Paul McCartney et Mike Ross      |
| 1989  | My Brave Face             | Roger Lunn                       |
| 1989  | This One                  | Tim Pope                         |
| 1989  | Figure of Eight           | Andy Morahan                     |
| 1990  | Birthday                  | Neil Mackenzie Mathews           |
| 1990  | All My Trials             | Nigel Dick                       |
| 1990  | Put It There              | Neil Mackenzie Mathews           |
| 1993  | Hope and Deliverance      | Andy Morahan                     |
| 1993  | Off the Ground            | Mathew Robins                    |
| 1993  | C'mon People              | Kevin Godley                     |
| 1993  | Biker Like an Icon        | Richard Heslop                   |
| 1997  | The World Tonight         | Alistair Donald                  |
| 1997  | Young Boy                 | Alistair Donald                  |
| 1997  | Little Willow             | John Schlesinger                 |
| 1997  | Beautiful Night           | Julien Temple                    |
| 1999  | Brown Eyed Handsome Man   | David Leland                     |
| 1999  | No Other Baby             | Pedro Romhanyi                   |
| 2001  | From a Lover to a Friend  |                                  |
| 2001  | Your Loving Flame         |                                  |
| 2002  | Lonely Road               | Jonas Akerlund                   |
| 2005  | Fine Line                 | Simon Hilton                     |
| 2005  | Jenny Wren                |                                  |
| 2007  | Dance Tonight             | Michel Gondry                    |
| 2007  | Ever Present Past         | Phil Griffin                     |
| 2007  | Nod Your Head             |                                  |
| 2008  | Sing the Changes          |                                  |
| 2009  | Dance 'Til We're High     |                                  |
| 2009  | (I Want To) Come Home     |                                  |
| 2012  | My Valentine              | Paul McCartney                   |
| 2013  | Queenie Eye               |                                  |
| 2014  | Appreciate                |                                  |
| 2014  | Early Days                |                                  |
| 2015  | Save Us                   |                                  |
| 2018  | Egypt Station             |                                  |
| 2018  | Come On To Me             |                                  |
| 2018  | Back in Brazil            |                                  |
| 2018  | Who Cares                 |                                  |